# Festa na Roça
Festa na Roça foi um programa de auditório, transmitido pela rádio Tupi de São Paulo, todos os domingos à tarde diretamente da "Cidade do Rádio" no alto do Sumaré, em São Paulo, nas décadas de 30 e 40.

## Descrição
O programa era dirigido pelo Capitão Furtado. Consistia em números musicais e pequenos esquetes. Eram participantes: Mazzaropi, Bob Nelson, Hebe Camargo, Lolita Rodrigues, Irmãs Galvão, Zézinho e sua Orquestra, Palmeira, Luizinho e Zezinha, Rago e seu Regional - com Rago no violão tenor, Orlando Silveira ao acordeon, Sillas e Esmeraldino, Mário Genare Filho, acordeonista solista, entre outros que se revezavam no palco.
Em um dos cantos ficava, em uma mesinha, o locutor comercial José Paniguel, que lia as mensagens dos patrocinadores.